# Traffic (groupe)
Pour les articles homonymes, voir Traffic.
Pour l’article ayant un titre homophone, voir Trafic.
Traffic est un groupe britannique, originaire de Birmingham, en Angleterre. Formé initialement de Steve Winwood, ex-Spencer Davis Group, au piano, à l'orgue, à la guitare, à la basse et au chant, Dave Mason anciennement des Hellions à la guitare et au chant, son compère du même groupe Jim Capaldi à la batterie et au chant puis de Chris Wood au saxophone, à la flûte, à l'orgue et au chant. Ils ont commencé comme un groupe de rock psychédélique et ont diversifié leur son grâce à l'utilisation d'instruments tels que des claviers (tels que le mellotron et le clavecin), le sitar et divers instruments à anches, et en incorporant des techniques de jazz et d'improvisation dans leur musique.

## Historique

### Première période (1967–1969)
Steve Winwood forme Traffic au printemps 1967, à Birmingham, en Angleterre, sabordant par la même occasion le Spencer Davis Group original alors en pleine gloire (Gimme Some Loving était au sommet des hit-parades). Mais Stevie jouait assidûment depuis quelque temps déjà avec des amis de la région de Birmingham : Jim Capaldi (batteur), Chris Wood (flûtiste et saxophoniste) et Dave Mason (guitare, sitar et chant) et songeait à passer à un autre niveau de création. Leur 1er single fut Paper Sun en mai 1967, caractérisé par une mélodie oscillant du majeur au mineur et un accompagnement discret de sitar joué par Dave Mason. Puis arriva en fin d'année l'album tant attendu, élaboré dans leur fameux cottage du Berkshire et intitulé Mr. Fantasy, d'après le morceau qui le termine (Dear Mr Fantasy).
Ce premier album naviguait entre pop psychédélique, rock, blues et jazz, cette combinaison donnant au groupe un son absolument unique. À l'exception des morceaux de Dave Mason, qui se distinguaient d'ailleurs par un aspect plus « mélodique », Capaldi avait généralement le rôle de parolier sur des musiques écrites le plus souvent par Winwood et parfois par Wood. Cette singularité de Dave et son statut un peu marginal allaient lui faire quitter le groupe dès la fin 67, pour revenir ensuite plusieurs fois. Steve a expliqué qu'il aurait souhaité que tous les musiciens participent à l’élaboration des chansons, or Dave arrivait souvent avec des chansons achevées qu'il avait écrites de son côté.
Le manager de Traffic est Chris Blackwell, fondateur du label Island et grand propagateur du reggae, qui connaissait Winwood depuis l'époque du Spencer Davis Group. De même pour le producteur de leurs deux premiers albums nommé Jimmy Miller, et qui s'illustra ensuite avec les Rolling Stones en produisant leur Beggars Banquet,.
En octobre 1968 sort le deuxième album, nommé simplement Traffic, dans le même esprit que le premier, et avec d'autres morceaux notables comme Pearly Queen, 40.000 Headmen ou le plus léger et chantant Feelin' Alright de Mason, repris plus tard avec succès par Joe Cocker. Cela n'empêcha pas le groupe de se séparer une première fois à la fin de l'année, car Stevie avec son ami Eric Clapton avait le vieux projet de monter un autre groupe, ce qui allait donner naissance à Blind Faith. Ce groupe Blind Faith est formé de Stevie Winwood, Clapton, Rick Grech à la basse et au violon et l'ex-Cream à la batterie Ginger Baker, mais il se sépare après le premier album.

### Deuxième période (1970–1974)
La parution suivante de Traffic, intitulée Last Exit, est donc un album semi-live et déjà posthume. Après Blind Faith, puis Ginger Baker's Air Force avec entre autres Alan White futur batteur de Yes, Steve Winwood travaille à un album solo quand son frère Muff révèle à la presse que Jim et Chris l'aidaient à terminer celui-ci. Traffic va donc renaître de ses cendres en 1970 (pour un disque solo de Winwood il faudra attendre 1977) avec ce nouvel album au mois de juillet John Barleycorn Must Die. Un album plus folk, à l'instar de la très belle chanson-titre (exhumée du folklore britannique). Assez vite, Steve souhaita élargir le nouveau groupe, alors arrivèrent successivement Ric Grech (bassiste, ex-Family et transfuge de Blind Faith lui aussi), puis Rebop Kwaku Baah (percussionniste ghanéen qui joue ensuite avec le groupe allemand Can). Dave Mason, de retour des États-Unis, reprit une fois de plus sa place. Jim Gordon (batteur californien) s'installe derrière les fûts puisque que Jim Capaldi souhaitait devenir percussionniste et chanteur. Un album live est enregistré cette année-là, nommé par leurs sept noms ajoutés (et sans celui de Traffic, mais on trouvait quand même le fameux logo). Il s'intitule Welcome to the Canteen  et reste un de leurs albums les plus populaires.
L'album qui suivi, sorti à la fin 1971, allait se révéler plus novateur : c'est The Low spark of High-Heeled Boys, avec sa pochette découpée en un effet cube hyperréaliste par le graphiste Tony Wright (artist) (en). Exit Dave Mason, il restait donc 6 membres et les pièces non chantés par Steve l'étaient par Jim Capaldi (Light Up or Leave Me Alone) ou même par Ric Grech (Rock 'n' Roll Stew). Il se vend à plus d'un million d'exemplaires en 1972, est certifié disque d'or, et est récompensé par la RIAA en mars 1976. Jim Capaldi, apparemment de plus en plus séduit par le rôle de chanteur, allait bientôt partir au studio américain de Muscle Shoals (Alabama) pour y enregistrer son premier album solo. Steve et Chris sont bien sûr invités à y participer (parmi d'autres comme Paul Kossoff de Free ou Mike Kellie de Spooky Tooth). Et c'est ainsi que Winwood est séduit par la rythmique implacable mais funky des fameux musiciens de studio œuvrant là-bas. Et si le Traffic de 1972 comporte toujours six membres, la rythmique Grech-Gordon est remplacée par celle de David Hood (basse) et Roger Hawkins (batterie) en plus du trio fondateur et de Rebop.
C'est donc la formation pour un deuxième album avec pochette d'apparence cubique, le plus musclé Shoot Out at the Fantasy Factory. Comme dans le précédent, de longs thèmes y étaient développés dans des atmosphères plutôt jazzy et Steve y faisait encore preuve d'une grande maestria, notamment de guitariste (sa qualité la plus méconnue). Quelques mois plus tard arrivait un nouveau disque On the Road, donc live cette fois, enregistré sur la tournée européenne avec la même équipe, assortie du pianiste Barry Beckett (de Muscle Shoals forcément), ce qui permettait à Winwood de s'exprimer encore plus librement. Les pièces, surtout tirées des deux précédents albums « cubiques » atteignent des durées encore plus longues (18 min pour The Low Spark of High Heeled Boys).
Puis l'ultime vrai album de Traffic fut en 1974 le quelque peu déroutant When the Eagle Flies. Changement de direction encore et retour à un quartet : le trio de base Winwood-Wood-Capaldi augmenté du bassiste jamaïcain Rosko Gee. Bien moins de brillantes improvisations, mais un disque peut-être plus tourné vers l'intérieur, avec une réflexion philosophico-écologique sur le devenir de notre planète face aux outrages subis par Mère Nature. Album plus spirituel donc, avec pour le son un grand rôle aux claviers/synthétiseurs laissant en partie augurer de la suite de la carrière solo de Steve.

### Retours sporadiques
Ajoutons que la réunion de Winwood et Capaldi en 1994 allait donner lieu à un nouvel album sous le nom de Traffic, intitulé Far from Home. Un album, The Last Great Traffic Jam, est paru fin 2005, avec du live cette fois de cette même année 1994 (dont un Dear Mr Fantasy avec Jerry Garcia de feu-Grateful Dead). Il s'agit d'ailleurs d'un dual disc dont la partie vidéo consiste en une interview de Steve et Jim, filmée à l'époque de l'entrée de Traffic au Rock 'n' Roll Hall of Fame (en mars 2004). Donc une sorte d'ultime « hommage à Jim Capaldi », disparu en janvier 2005. Reebop est décédé en 1982 et Chris Wood en 1983.

## Membres

### Membres fondateurs
- Steve Winwood - chant, orgue, piano, clavecin, guitare, basse, percussions
- Jim Capaldi - batterie, percussions, claviers, chant (décédé en 2005)
- Chris Wood - flûte, saxophone, claviers, percussions, chant (décédé en 1983)
- Dave Mason - chant, guitare, basse, sitar, tambura, mellotron

### Autres membres
- Ric Grech – basse, violon, guitare (live seulement) (1970–1972) - Décédé en 1990
- Jim Gordon – batterie (1971–1972)
- Rebop Kwaku Baah – percussions (1971–1974) - Décédé en 1983
- Roger Hawkins – batterie (1972–1973)
- David Hood – basse, guitare (live seulement) (1972–1973)
- Barry Beckett – claviers (1973) - Décédé en 2009
- Rosko Gee – basse (1974, 1994)
- Randall Bramblett – flûte, saxophone (1994)
- Michael McEvoy – claviers, guitare, alto (1994)
- Walfredo Reyes, Jr. – batterie, percussions (1994)

## Discographie

### Albums studio
- 1967 : Mr. Fantasy (la réédition CD comporte l'album anglais en stéréo et l'album américain en mono (ces deux albums ont des titres différents))
- 1968 : Traffic (la réédition CD comporte plusieurs simples en bonus dont Here We Go Round the Mulberry Bush)
- 1968 : Here We Go Round the Mulberry Bush (bande originale du film, avec le Spencer Davis Group)
- 1969 : Last Exit (Face A)'
- 1970 : John Barleycorn Must Die (la réédition CD comporte quelques titres live en bonus)
- 1971 : The Low Spark of High Heeled Boys
- 1973 : Shoot Out at the Fantasy Factory
- 1974 : When the Eagle Flies
- 1994 : Far From Home (Winwood/Capaldi)

### Albums live
- 1969 : Last Exit (Face B live à Fillmore West)
- 1971 : Welcome to the Canteen
- 1973 : On the Road
- 2005 : Last Great Traffic Jam (coffret, concert enregistré en 1994)
- 2021  : Traffic - Fillmore West 1970 (the Classic West Coast Broadcast. 2 CD set)

### Compilations
- 1969 : The Best of Traffic
- 2000 : Feeling alright (The Very Best of Traffic)
- 1971 : Smiling Phases (double)
- 2005 : Gold (double)

### DVD
- 2005 : Last Great Traffic Jam (fait partie du coffret précédemment cité) (présente une interview de Stevie et de Jim et quelques rares et brefs vidéos du concert)